# TACR1
TACR1 (англ. Tachykinin receptor 1) – білок, який кодується однойменним геном, розташованим у людей на короткому плечі 2-ї хромосоми. Довжина поліпептидного ланцюга білка становить 407 амінокислот, а молекулярна маса — 46 251.
| 10         |  | 20         |  | 30         |  | 40         |  | 50         |
| ---------- |  | ---------- |  | ---------- |  | ---------- |  | ---------- |
| MDNVLPVDSD |  | LSPNISTNTS |  | EPNQFVQPAW |  | QIVLWAAAYT |  | VIVVTSVVGN |
| VVVMWIILAH |  | KRMRTVTNYF |  | LVNLAFAEAS |  | MAAFNTVVNF |  | TYAVHNEWYY |
| GLFYCKFHNF |  | FPIAAVFASI |  | YSMTAVAFDR |  | YMAIIHPLQP |  | RLSATATKVV |
| ICVIWVLALL |  | LAFPQGYYST |  | TETMPSRVVC |  | MIEWPEHPNK |  | IYEKVYHICV |
| TVLIYFLPLL |  | VIGYAYTVVG |  | ITLWASEIPG |  | DSSDRYHEQV |  | SAKRKVVKMM |
| IVVVCTFAIC |  | WLPFHIFFLL |  | PYINPDLYLK |  | KFIQQVYLAI |  | MWLAMSSTMY |
| NPIIYCCLND |  | RFRLGFKHAF |  | RCCPFISAGD |  | YEGLEMKSTR |  | YLQTQGSVYK |
| VSRLETTIST |  | VVGAHEEEPE |  | DGPKATPSSL |  | DLTSNCSSRS |  | DSKTMTESFS |
| FSSNVLS    |  |            |  |            |  |            |  |            |

A: Аланін

C: Цистеїн

D: Аспарагінова кислота

E: Глутамінова кислота

F: Фенілаланін

G: Гліцин

H: Гістидин

I: Ізолейцин

K: Лізин

L: Лейцин

M: Метіонін

N: Аспарагін

P: Пролін

Q: Глутамін

R: Аргінін

S: Серин

T: Треонін

V: Валін

W: Триптофан

Кодований геном білок за функціями належить до рецепторів, g-білокспряжених рецепторів, білків внутрішньоклітинного сигналінгу. 
Задіяний у таких біологічних процесах як поліморфізм, альтернативний сплайсинг. 
Локалізований у клітинній мембрані, мембрані.